# Roland furieux (Holmès)
Pour l’article homonyme, voir Orlando furioso.
Roland furieux est une symphonie d'Augusta Holmès composée en 1876.

## Contexte historique
Augusta Holmès compose Roland furieux en 1876 d'après l'œuvre du même nom de l'Arioste. L'œuvre aurait été créée aux Concerts Colonne. Elle est jouée pour la première fois le 8 mars 2019, pour la Journée internationale de lutte pour les droits des femmes, à Cardiff, par l'Orchestre national de la BBC du Pays de Galles.
Roland furieux narre l'histoire du chevalier charlemagnesque rendu fou de douleur par l'indifférence de la princesse Angélique, et qui s'engage dans la guerre où il accomplit ses exploits héroïques.

## Structure
L'œuvre est composée de trois parties :
1. Le paladin Roland chevauche par le monde à la recherche de l'infidèle Angélique
2. Les amours d'Angélique et de Médor. Dans la forêt
3. La fureur de Roland

Le deuxième mouvement, qui se trouve parfois joué séparément sous le titre d'Andante pastoral, possède un petit épigraphe.

## Orchestration
| Cordes                                                                             |
| ---------------------------------------------------------------------------------- |
| premiers violons, seconds violons, altos, violoncelles, contrebasses,              |
| Bois                                                                               |
| piccolo 2 flûtes, 2 hautbois, 1 cor anglais, 2 clarinettes en si bémol, 4 bassons, |
| Cuivres                                                                            |
| 2 cors en fa, 2 cors naturels, 4 trompettes en ut, 3 trombones, 1 tuba,            |
| Percussions                                                                        |
| timbales                                                                           |

## Analyse
Les trois mouvements de Roland furieux constituent des instantanés programmatiques tirés de l’épopée. L’invention motivique de Holmès dépeint les scènes d’une manière très plastique, par des figures trottant au même pas dans le premier mouvement, par une mélodie d’un tendre lyrisme dans la deuxième, et par des motifs rageurs aux pulsations sauvages dans le troisième. La présence prégnante de chromatismes et un matériau harmonique de la fin du romantisme qui font penser à Richard Wagner imprègnent par ailleurs son langage musical.

## Critique
Octave Mirbeau parle notamment de l'Andante pastoral, deuxième mouvement, dans ses Chroniques musicales. Il souligne notamment que le début du mouvement est comme un décor de la scène qui va avoir lieu, avec des gazouillis monotones pour exprimer les murmures des bois : 

« Une adorable mélodie, d'un charme très langoureux et très pénétrant, se détache parmi les bruits de la nature, monte, s'enfle, se contourne ; tantôt une seule voix chante, tantôt c'est un duo, et on sent vraiment s'éveiller l'idée de deux êtres amoureux qui se parlent bas dans la forêt. Puis la mélodie devient moins saisissable ; elle se répand, se disperse, s'éparpille dans les bruits de la nature pâmée, qui lentement s'éteignent et meurent à leur tour. »

Le thème principal de cet Andante pastoral est défini comme gracieux, et original dans sa forme. L'orchestration est savante sans pédantisme, et pleine de détails ingénieux. Cependant, la représentation à laquelle Octave Mirbeau a assisté a été sifflée, notamment parce qu'Augusta Holmès était considérée comme wagnérienne.

## Interprétation
- Roland furieux (Augusta Holmès), Concerto pour piano (Clara Schumann), BBC National Orchestra of Wales, direction Valentina Peleggi, piano Mariam Batsashvili, 8 mars 2019.